# Deens curlingteam (gemengd)
Het Deens curlingteam vertegenwoordigt Denemarken in internationale curlingwedstrijden.

## Geschiedenis
Denemarken nam voor het eerst deel aan een internationaal toernooi voor gemengde landenteams tijdens de openingseditie van het Europees kampioenschap in het Andorrese Canillo. Denemarken was op elke editie aanwezig. In totaal wisten de Denen twee keer de finale te halen (in 2007 en in 2009), maar beide keren werd de eindstrijd verloren.
Na de tiende editie van het EK werd beslist het toernooi te laten uitdoven en te vervangen door een nieuw gecreëerd wereldkampioenschap voor gemengde landenteams. De eerste editie vond in 2015 plaats in het Zwitserse Bern. Denemarken tekende present, en wist door te dringen tot de achtste finales, alwaar het uitgeschakeld werd door de latere wereldkampioen Noorwegen. De beste prestatie tot op heden was de vijfde plaats, bereikt in 2019.

## Denemarken op het wereldkampioenschap
| Jaar | Plaats        | Skip            | WG            | W             | V             | PV            | PT            |
| ---- | ------------- | --------------- | ------------- | ------------- | ------------- | ------------- | ------------- |
| 2015 | 9             | Mikael Qvist    | 10            | 6             | 4             | 58            | 41            |
| 2016 | 17            | Joel Ostrowski  | 7             | 4             | 3             | 43            | 36            |
| 2017 | 23            | Mikael Qvist    | 7             | 3             | 4             | 49            | 38            |
| 2018 | 9             | Mads Rasmussen  | 9             | 7             | 2             | 69            | 41            |
| 2019 | 5             | Tobias Jacobsen | 9             | 7             | 2             | 67            | 29            |
| 2022 | 9             | Mikael Qvist    | 9             | 6             | 3             | 59            | 37            |
| 2023 | Geen deelname | Geen deelname   | Geen deelname | Geen deelname | Geen deelname | Geen deelname | Geen deelname |
| 2024 | 18            | Karolina Jensen | 6             | 3             | 3             | 36            | 39            |

## Denemarken op het Europees kampioenschap
| Jaar | Plaats | Skip               | WG | W | V | PV | PT |
| ---- | ------ | ------------------ | -- | - | - | -- | -- |
| 2005 | 17     | Birthe Falk Hansen | 5  | 1 | 4 | 28 | 54 |
| 2006 | 12     | Casper Bossen      | 5  | 3 | 2 | 42 | 30 |
| 2007 | 2      | Joel Ostrowski     | 9  | 6 | 3 | 59 | 45 |
| 2008 | 6      | Joel Ostrowski     | 8  | 6 | 2 | 65 | 43 |
| 2009 | 2      | Joel Ostrowski     | 9  | 8 | 1 | 59 | 27 |
| 2010 | 8      | Joel Ostrowski     | 8  | 5 | 3 | 44 | 29 |
| 2011 | 4      | Mikael Qvist       | 10 | 6 | 4 | 63 | 39 |
| 2012 | 15     | Mikael Qvist       | 7  | 4 | 3 | 44 | 41 |
| 2013 | 6      | Joel Ostrowski     | 8  | 5 | 3 | 44 | 41 |
| 2014 | 5      | Madeleine Dupont   | 9  | 7 | 2 | 61 | 43 |